# Barrit (plaats)
Barrit is een plaats in de Deense regio Midden-Jutland, gemeente Hedensted, en telt 857 inwoners (2008).